# Coleophora striatipennella
Coleophora striatipennella là một loài bướm đêm thuộc họ Coleophoridae. Nó được tìm thấy ở châu Âu.

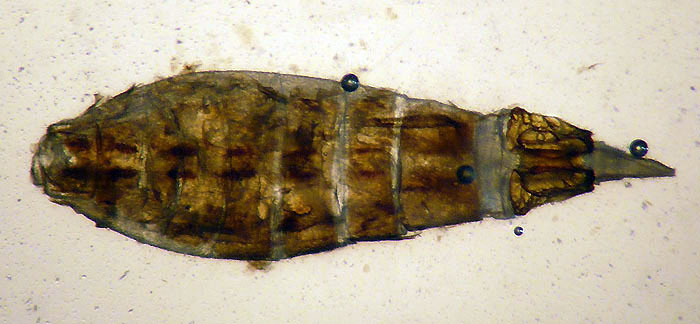

Sải cánh dài 11–13 mm. Con trưởng thành bay từ tháng 5 đến tháng 8. There are one to two generation per year.
Ấu trùng ăn Stellaria và Cerastium species.